# Anders Ryman
Carl Anders Ryman, född 30 maj 1868 i Tjällmo församling, Östergötlands län, död 3 januari 1940 i Stockholm, var en svensk sjukgymnast och läkare.
Efter mogenhetsexamen i Karlstad 1889 och en kortare tids tjänst som officersvolontär vid Göta artilleriregemente övergick Ryman till juridiska studier och avlade juridisk preliminärexamen vid Uppsala universitet 1893. Han övergav dock juridiken och avlade 1896 instruktörsexamen vid Gymnastiska centralinstitutet. Samma år blev han elev och assistent hos doktor Arvid Kellgren i London, vars institut han förstod under somrarna. 1901 upprättade Ryman eget sjukgymnastiskt institut i London, känt såväl i Storbritannien som på kontinenten. På Kellgrens inrådan började Ryman studera medicin och inskrevs 1899 vid Durhams universitet, där han 1903 avlade examen som Bachelor of Medicine. Under första världskriget 1914–1918 ställde han sig till förfogande vid The Swedish War Hospital. 1923 lämnade Ryman Storbritannien och fortsatte i Stockholm sin praktik som gymnastikläkare. Sin stora framgång kunde Ryman i huvudsaklig grad tillskriva sin grundliga kunskap i den Kellgrenska manuella behandlingsmetoden, speciellt dennas tillämpning på nerverna.
Anders Ryman var son till häradshövdingen Claes Harald Gabriel Ryman och bror till Sven Ryman. Han var far till gymnastikdirektören och dansläraren Anta Ryman.